# ترزا فراسینتی
ترزا فراسینتی (انگلیسی: Teresa Frassinetti؛ زادهٔ ۲۴ دسامبر ۱۹۸۵) ورزشکار واترپلو اهل ایتالیا است.
وی در مسابقات کشوری و بین‌المللی در مجموع برندهٔ ۱ مدال طلا، ۱ مدال نقره، ۲ مدال برنز شده‌است.